# 創意私房
創意私房，又名「美圖坊」、「小圈子」，被部分媒體視為「台版N號房」，是一個色情網路論壇，由香港籍男子「老馬」創立於2012年，有超過20萬部影片，5千名以上的會員，其伺服器位址設於美國。論壇上有不少復仇式色情、偷拍、兒童色情等非法性私密影像，受害者遍及亞洲多個國家，人數至少三千以上且不斷增加，一直是各國政府追查的對象。中華民國政府在2021年12月及2024年4月兩度停止解析網域名稱。

## 特點
常與偷拍集團合作，利用性誘拐、詐騙、網路約會、性交易等方式使國小生、國高中生及成年女性發生性行為，並取得自拍或偷拍而來的非自願外流性私密影像，再放上論壇販售。並且，亦涉及復仇式色情，未經對方同意在論壇販售含有他人色情內容之照片或影片等影像。
使用者必須經過繁瑣的過程並交付會費加入會員，才能取得專屬編號，下載影片時編號會以浮水印的形式標記在影片上，避免影片外流。
會員採分級制，升等方式有二：其一為付費；其二為上傳原創影片並同意販售。等級愈高可以看的影片愈特別，例如：下藥迷姦、性虐待、兒童性虐待等。高級會員的身份遍及藝人、醫師、老師、工程師、軍警等行業。

## 影響
創意私房上的影片常被外流至Telegram色情群組、臉書社團「霸社」、小型色情論壇等其它平台，例如：「觸感論壇」。不少類似的色情網站為創意私房的分支，或是模仿創意私房的獲利模式。
部份受害者因為個人資訊被公開，在現實中遭到騷擾或霸凌。

## 司法調查

### 判刑
在臺灣，創意私房和觸感論壇兩個網站在2021年被臺北地檢署和臺北市政府警察局查獲，後經檢察官提起公訴。2024年4月，臺灣臺北地方法院一審宣判11位被告有罪，其中上傳大量自拍、偷拍影片的陳男依《兒童及少年性剝削防制條例》等罪，判處17年6月徒刑；創意私房的帳房、同時也是國小老師的林男依《個資法》判刑6年10月；許男將影片從創意私房盜賣至觸感論壇，被判刑5年10月；曾經擔任警察的劉男因提供3名少女猥褻、性交的照片和影片，被台北地院判處有期徒刑1年10月並革職；其他參與偷拍販賣影片的嫌犯則分別被判刑6月到7年1月。同年11月，二審將11名嫌犯改判為1年5月至12年不等有期徒刑，可上訴。有7人提起上訴，最高法院將其中1人發回更審，其餘上訴被駁回，因而定讞。

### 金流
警方表示，因主嫌「老馬」可能為中國大陸或香港地區人民，臺灣警察難以追緝，且該網站鼓勵用戶使用虛擬貨幣泰達幣進行支付、儲值而難以追查金流，後續經過區塊鏈金融犯罪調查師陳梅慧調查，整理出收到創意私房金流的託管型錢包。

### 黃子佼藏有大量兒少性影像
臺灣男藝人黃子佼在2023年8月因為涉嫌性侵未成年少女，經被害人向臺北市政府警察局報案。隨後檢察官核發搜索令依法進行調查，警方發現其為創意私房高級會員，硬碟中有上百部購買自創意私房的女子性私密影片，其中7部為兒童色情影片，涉犯《兒童及少年性剝削防制條例》，台北地檢原給予緩起訴處分2年，須向公庫繳納新臺幣120萬元，並繳交至少1200字且須親筆簽名的悔過書。
後經高等檢察署發回續查，台北地檢於2024年5月改為起訴黃子佼，同年12月，台北地院以購買且持有2259個兒少性影像等為由，依《兒童及少年性剝削防制條例》中的「無正當理由持有兒童及少年性影像罪」，判處黃子佼有期徒刑8月，併科罰金新台幣10萬元，全案可上訴。惟黃子佼在法庭上仍堅持拒絕認罪。

### 北投溫泉偷拍
2024年3月初，不明人士在北投皇池溫泉偷拍，並將相關影片上傳創意私房販售，影片因而外流，受害者至少4男6女。嫌犯林姓男子在同年6月被查獲，同年10月被起訴。2025年3月，士林地方法院依營利竊錄他人隱私部位影像等罪，判處林男5年6月有期徒刑；依意圖使人觀覽的公然猥褻罪判拘役50日，並沒收犯罪所得及偷拍工具。

### 幹部逃亡中墜樓
2024年7月8日，台中地檢署指揮警方前往新北市板橋區某社區大樓，拘提在創意私房網站裡擔任重要幹部的工程師24歲林男。過程中，林男疑似進入廁所企圖逃脫，不慎自19樓的窗戶墜落死亡。2024年7月19日，新北市中和區發生一起墜樓案件，墜樓的41歲蘇姓男子為補習班負責人、批踢踢板務站長，同時為創意私房會員，近日遭檢方通知到案說明，並查扣電腦、硬碟等物，惟經送醫搶救仍宣告不治。

### 涉案者
至2024年7月31日止，檢警已搜索並約談447名性影像犯罪者，查獲上游處理不法金流2人、製作影片浮水印助理兼賣家1人，中游兒少性影像賣家5人、拍攝及製造兒少性影像2人、散布兒少性影像1人，下游持有兒少性影像買家105人，共116名嫌犯，涵蓋3名警察、2名老師、5名公務員及電腦工程師等各種職業，其中又以科技業為最多。上游與中游犯嫌依涉《兒童及少年性剝削防制條例》、《組織犯罪防制條例》，下游買家依涉《兒童及少年性剝削防制條例》移送台中地檢署偵辦。據傳負責人「老馬」已在中國落網，但未獲證實。
2024年11月，臺北市警察局大安分局郭姓男警及信義分局黃姓男警二人同為創意私房會員，皆涉嫌在派出所的廁所放置針孔攝影機偷拍，因而被免職且交由臺北地檢署偵辦。

### 封鎖
創意私房曾於2021年12月被台北地方法院扣押網域名稱並停止解析，但該站隨即更改域名迴避。
2024年4月10日，中華民國數位發展部在收到衛生福利部的公文後，即函令台灣網路資訊中心（TWNIC）協調全國各家網際網路服務提供者（ISP）停止解析該網域名稱。但該網站可能已自行轉址以迴避政府封鎖。在7月19日，有黑客組織對創意私房的新網站發動網路攻擊，內容被全部刪除，論壇首頁被換成譴責創意私房、兒童性虐待和性剝削的字句。

## 會員等級制度
創意私房論壇會員採收費審核制度，註冊會員只要繳交1800元的人民幣（約8222元的新台幣）就可加入VIP會員，付費後會員等級為VIP2，若購買影片累計金額達8千圖幣（等值人民幣、折合新台幣36542元）則可升級為VIP3等級，消費滿35000元的人民幣（折合台幣159873元）則可升級到論壇最高階的VIP4會員。
論壇創辦人老馬鼓勵會員以身分證、護照等證件進行實名制認證，選擇實名制審核的會員只要繳納1800元的人民幣就可以直升VIP3級會員，並享有實名會員專屬的偷拍性愛影片。另外實名認證會員只要消費達28000元的人民幣（折合台幣127898元）就可以升上VIP4會員。

## 相關死亡案件
2024年7月6日，24歲涉案林姓男子在警方拘提時於新北市板橋區自宅跳樓自殺身亡，同月19日涉案蘇姓男子在警方拘提時於新北市中和區自宅跳樓畏罪自殺身亡，創意私房涉案犯嫌接連自殺，引發「艾普斯坦沒有自殺」式的陰謀論。
2024年12月4日凌晨三點，在新竹湖口中山高速公路北向77.7公里處，參與創意私房金流調查的區塊鏈金流分析師陳梅慧搭乘的優步計程車因前車煞停後，被37歲徐姓駕駛的白色租賃小客車追撞，並向前繼續推擠了四輛車，被夾擊於後座的陳女當場死亡。有觀點認為陳女的死亡並非單純的車禍意外，追撞的後車並未煞車，有可能是蓄意謀殺。2024年12月16日，新竹地檢署宣布調查終結，排除刻意製造車禍的可能性，並對肇事駕駛提起公訴。